# Ducati Multistrada 1200 Enduro
Die Ducati Multistrada 1200 Enduro ist ein geländegängiges Motorrad des italienischen Fahrzeugherstellers Ducati. Die Reiseenduro wurde am 17. November 2015 auf der internationalen Motorradmesse EICMA in Mailand der Presse vorgestellt und wird in Borgo Panigale hergestellt.
Die Verkaufsbezeichnung Multistrada [ˈmʌltiˈstra:da] ist ein Kunstwort aus Multi (deutsch viele) und italienisch Strada (deutsch Straße), der Zusatz Enduro (enˈdʊroʊ, von Endurance) weist auf die verbesserte Geländegängigkeit dieser Variante hin.

## Veränderungen gegenüber dem Basismodell
Basis der Enduro-Version ist die seit 2014 produzierte Multistrada 1200 S mit dem Zweizylindermotor mit variabler Ventilsteuerung (DVT). Der Vorderraddurchmesser wurde von 17 auf 19 Zoll vergrößert und die Ein- durch eine verlängerte sowie steifere Zweiarmschwinge ersetzt, um die Geländegängigkeit zu verbessern. Die Federwege wurden um 30 auf 200 mm verlängert, wodurch sich die Bodenfreiheit auf 205 mm erhöhte. Der Lenkkopfwinkel ist mit 65 Grad etwas steiler ausgeführt, wodurch die Lenkung agiler wird. Die Ergonomie wurde durch Änderungen der Lenkergeometrie, der Fußrasten und einer schmaleren Sitzform für das stehende Fahren optimiert. Das Bremspedal ist höhenverstellbar. Die seitlichen Kühlerverkleidungen sind großflächiger und in Aluminium statt in Kunststoff ausgeführt. Der Kraftstofftank wurde zugunsten einer größeren Reichweite um 10 auf insgesamt 30 Liter Fassungsvermögen vergrößert. Die Gussräder wurden durch Kreuzspeichenräder ersetzt. Der erste Gang wurde rund 25 % kürzer übersetzt und das Motormapping modifiziert, um das Ansprechverhalten des Antriebs bei niedrigen Drehzahlen zu verbessern. Nach Herstellerangabe wurden rund 266 Teile unter der Leitung von Frederico Valentini modifiziert.

## Konstruktion

### Antrieb
Der Testastretta 11° genannte Motor stammt ursprünglich vom Superbike Ducati 1198. Der flüssigkeitsgekühlte Zweizylindermotor erzeugt aus 1198 cm³ Hubraum eine Nennleistung von 118 kW (160 PS) und ein maximales Drehmoment von 136 Nm bei einer Drehzahl von 7500 min−1. Die (zwei Zylinder des V-Motors haben einen Zylinderwinkel von 90 Grad. Die vier Ventile je Zylinderkopf werden von zwei obenliegenden Nockenwellen über Schlepphebel geöffnet und über angewinkelte Kipphebel geschlossen Desmodromik). Die zwei Zylinder haben eine Bohrung von 106 mm Durchmesser, die Kolben einen Hub von 67,9 mm bei einem Verdichtungsverhältnis von 12,5:1.
Das Motorrad hat eine Massenleistungsdichte von 0,7111 PS/kg, beschleunigt in 3,2 Sekunden von 0 auf 100 km/h und erreicht eine Höchstgeschwindigkeit von 240 km/h. Der Viertaktmotor verbraucht nach Herstellerangabe durchschnittlich 6,5 Liter Kraftstoff auf 100 km und hat eine theoretische Reichweite von 450 km.
Die Leistungsabgabe wird elektronisch geregelt (Ride-by-Wire) und umfasst sowohl eine mehrstufige Antriebsschlupfregelung als auch eine „Wheelie-Control“, die das durch starkes Beschleunigen ausgelöste Aufsteigen des Vorderrades verhindert. Über verschiedene „Riding Modes“, eine wählbare Programmierung, die über Lenkerschalter einstellbar ist, kann das Ansprechverhalten der elektronischen Unterstützung angewählt werden. Außerdem steht eine Geschwindigkeitsregelanlage (Tempomat) zur Verfügung.

### Fahrwerk
Der Rahmen ist ein Gitterrohrrahmen aus Stahl und hat eine mittragende Motor-Getriebe-Einheit. Zum Fahrwerk gehört eine Upsidedown-Gabel von Marzocchi mit ø 48 mm Standrohrdurchmesser und 200 mm Federweg. Die hintere Zweiarmschwinge aus Leichtmetallguss hat ein Zentralfederbein von Sachs mit Hebelsystem und 200 mm Federweg. Das „Ducati Skyhook Suspension“ (DSS) passt die Zug- und Druckstufendämpfung der Sachs-Federelemente innerhalb von 10 Millisekunden an die Fahrbahnverhältnisse an. Der Nachlauf beträgt 110 mm. Die Felgengrößen betragen 3,0×19″ vorn und 4,5×17″ hinten. Die Bereifung hat vorne die Maße 120/70-19 und hinten 170/60-17.
Ein klauengeschaltetes Sechsganggetriebe mit Schrägverzahnung wandelt das Drehmoment, die Kraft trennt eine hydraulisch betätigte Mehrscheiben-Ölbadkupplung. Eine Kette im Sekundärantrieb überträgt die Kraft von der Getriebeausgangswelle auf die Hinterachse.
Das Trockengewicht mit Antiblockiersystem ist 225 kg, das fahrbereite Gewicht 254 kg. Die maximale Zuladung beträgt 211 kg, die Zulässige Gesamtmasse 465 kg.

### Bremsanlage
Eine schwimmend gelagerte Doppelscheiben-Bremse mit ø 330 mm Durchmesser und einem 4-Kolben-Radial-Festsattel von Brembo verzögert das Vorderrad. Am Hinterrad arbeitet eine Einscheibenbremse mit ø 265 mm Durchmesser und Doppel-Kolben-Schwimmsattel. Die Bremsanlage wird von einem abschaltbaren, teilintegralen Antiblockiersystem mit Kurvenfunktion von Bosch (9.1ME) unterstützt. Abhängig vom gewählten Fahrmodus benötigt das Motorrad für die Verzögerung von 100 km/h in den Stand eine Strecke von mindestens 39,8 Metern.

### Kraftstoffversorgung
Die Gemischbildung geschieht durch eine elektronische Kraftstoffeinspritzung. Die Zündung mit zwei  Zündkerzen je Zylinder wird digital gesteuert. Der Hersteller empfiehlt die Verwendung von bleifreiem Motorenbenzin mit einer Klopffestigkeit von mindestens 95 Oktan. Der Kraftstofftank hat ein Volumen von 30 Liter, davon sind 4 Liter Reserve. Ein geregelter Drei-Wege-Katalysator mit zwei Lambdasonden reinigt die Abgase, damit unterschreitet das Fahrzeug die Grenzwerte der Schadstoffklasse EURO4. Der Motor erzeugt durchschnittlich 129,9 g Kohlenstoffdioxid pro Kilometer. Die zwei Abgaskrümmer der 2-in-1-Auspuffanlage münden am Heck auf der rechten Fahrzeugseite in einen hochgelegten Endschalldämpfer aus Aluminium.

### Elektrik
Die 12-V-Starterbatterie hat eine Kapazität von 12 Amperestunden und versorgt den elektrischen Anlasser. Die Lichtmaschine erzeugt eine elektrische Leistung von 520 Watt. Das Motorrad hat zwei Steckdosen mit 12-Volt-Versorgung. Die Instrumentalisierung ist als Flüssigkristallanzeige ausgeführt, im Cockpit gibt es ein Farb-TFT-Display mit 12,7 cm Bildschirmdiagonale. Ferner hat das Enduro-Modell LED-Scheinwerfer mit Kurvenlicht.

## Marktpositionierung
Die Multistrada Enduro ist zum Zeitpunkt der Markteinführung in der Klasse der Reiseenduros zusammen mit der KTM 1290 Super Adventure das leistungsstärkste Motorrad. Konkurrenzmodelle sind unter anderem:
| Hersteller | Name                      | Motor | Hubraum | kW  | PS  | Nm  |
| ---------- | ------------------------- | ----- | ------- | --- | --- | --- |
| Ducati     | Multistrada 1200 Enduro   | V2    | 1198    | 118 | 160 | 136 |
| KTM        | 1290 Super Adventure      | V2    | 1301    | 118 | 160 | 140 |
| Triumph    | Tiger Explorer            | R3    | 1215    | 101 | 137 | 121 |
| Honda      | VFR1200X Crosstourer      | V4    | 1237    | 95  | 129 | 126 |
| Aprilia    | ETV 1200 Caponord         | V2    | 1197    | 94  | 128 | 116 |
| Benelli    | TreK 1130                 | R3    | 1131    | 92  | 125 | 112 |
| BMW        | R 1200 GS Adventure (K51) | B2    | 1170    | 92  | 125 | 125 |
| Yamaha     | XT1200Z Super Ténéré      | R2    | 1199    | 81  | 110 | 114 |

## Kritiken
„Dem martialisch wuchtigen Technik-Look der Konkurrentinnen setzt die Ducati eine gewisse Eleganz und Grazie entgegen. Auf den allerersten Metern in schwierigem Gelände kommt man sich deshalb so vor, als zwinge man Anna Ewers zum Schlammcatchen. Doch das gibt sich. Während unserer mehrstündigen Offroad-Runde entstand der Eindruck: Wo sich eine GS Adventure durchtankt, kann man auch mit der Multistrada Enduro klarkommen.“

„Für wen ist die Multistrada 1200 Enduro gedacht? Zunächst einmal bestimmt nicht für Hart-Enduristen. Moderne, schwere Reiseenduros sind für den 90-prozentigen Straßeneinsatz konzipiert, die Multistrada 1200 Enduro verschiebt das Verhältnis vielleicht auf 80 Prozent Asphalt. Sie ist erwägenswert für Reiselustige, die gerne lange Distanzen abreißen und die auch vor Schotterpisten nicht zurückschrecken.“

„Schlussendlich muss man Ducati für seine Multistrada 1200 Enduro große Anerkennung zollen: Die Konzeption ist gut, auch die Umsetzung ist gelungen und in nahezu allen Punkten zudem sehr praxisgerecht. Für einen Hersteller, der bislang keine Offroad-Kompetenz vorzuweisen hat, ist diese Duc sogar ein unglaublich starker Aufschlag.“

“Overall, I would say the Multistrada Enduro is perfectly capable of conquering just about any dirt road and modest trail, but it is really a bit too heavy and much too expensive to consider extreme conditions riding or serious air time. Sure I could be done, but one imagines that lovely new brushed aluminium bodywork will be just as fearsomely expensive to replace as any other Ducati bodywork.”

„Zusammenfassend würde ich sagen, dass die Multistrada Enduro absolut fähig ist, unbefestigte Straßen und anspruchslose Pfade zu bewältigen, doch ist sie wirklich ein wenig zu schwer und viel zu teuer, um sie für extrem schwierige Bedingungen oder ernsthafte Sprünge in Erwägung zu ziehen. Sicher könnte sie es, doch sollte man daran denken, dass diese liebevoll gebürstete Verkleidung aus Aluminium genauso furchterregend teuer zu ersetzen ist wie jede andere Verkleidung von Ducati.“